# Trefl Sopot
Il Trefl Sopot è una società cestistica avente sede a Sopot, in Polonia. Fondata nel 2009 dopo il trasferimento del Prokom Sopot a Gdynia, gioca nel campionato polacco.
Disputa le partite interne nella Ergo Arena, che ha una capacità di 15.000 spettatori.

## Palmarès
- Campionato polacco: 1

2023-2024
- Coppa di Polonia: 3

2012, 2013, 2023
- Supercoppa polacca: 2

2012, 2013